# Pozos Labrados
Pozos Labrados är en ort i Mexiko.   Den ligger i kommunen Rosario och delstaten Sinaloa, i den centrala delen av landet, 800 km nordväst om huvudstaden Mexico City. Pozos Labrados ligger 12 meter över havet och antalet invånare är 135.
Terrängen runt Pozos Labrados är platt. Runt Pozos Labrados är det glesbefolkat, med 15 invånare per kvadratkilometer. Närmaste större samhälle är Villa Unión, 14,4 km nordväst om Pozos Labrados. I omgivningarna runt Pozos Labrados växer huvudsakligen savannskog.